# 外務省 (シンガポール)
外務省（英語: Ministry of Foreign Affairs、英略称: MFA、中国語: 新加坡外交部）は、シンガポールの省庁のひとつ。

## 海外の機関

### 領事館
- シンガポール領事館 - Bangladesh (Dhaka)
- シンガポール領事館 - Germany (Munich)
- シンガポール領事館 - India (Mumbai)
- シンガポール領事館 - Indonesia (Pekanbaru)
- シンガポール領事館 - Portugal (Lisbon)
- シンガポール領事館 - Saudi Arabia (Jeddah)
- シンガポール領事館 - United States Of America (New York)

### 総領事館
- シンガポール総領事館 - Austria (Vienna)
- シンガポール総領事館 - Canada (Vancouver)
- シンガポール総領事館 - Chile (Santiago)
- シンガポール総領事館 - China (Hong Kong SAR)
- シンガポール総領事館 - China (Shanghai)
- シンガポール総領事館 - China (Xiamen)
- シンガポール総領事館 - Czech Republic (Prague)
- シンガポール総領事館 - Denmark (Copenhagen)
- シンガポール総領事館 - Germany (Hamburg)
- シンガポール総領事館 - Germany (Stuttgart)
- シンガポール総領事館 - Greece (Athens)
- シンガポール総領事館 - Hungary (Budapest)
- シンガポール総領事館 - India (Chennai)
- シンガポール総領事館 - Ireland (Dublin)
- シンガポール総領事館 - Israel (Tel Aviv)
- シンガポール総領事館 - Italy (Rome)
- シンガポール総領事館 - Japan (Nagoya)
- シンガポール総領事館 - Japan (Osaka)
- シンガポール総領事館 - Lebanon (Beirut)
- シンガポール総領事館 - Netherlands (Rotterdam)
- シンガポール総領事館 - Norway (Oslo)
- シンガポール総領事館 - Pakistan (Karachi)
- シンガポール総領事館 - Papua New Guinea (Port Moresby)
- シンガポール総領事館 - Spain (Barcelona)
- シンガポール総領事館 - Spain (Madrid)
- シンガポール総領事館 - Sri Lanka (Colombo)
- シンガポール総領事館 - Turkey (Istanbul)
- シンガポール総領事館 - United Arab Emirates (Dubai)
- シンガポール総領事館 - United Mexican States (Mexico City)
- シンガポール総領事館 - United States Of America (Chicago)
- シンガポール総領事館 - United States Of America (Miami, Florida)
- シンガポール総領事館 - United States Of America (San Francisco)
- シンガポール総領事館 - Vietnam (Ho Chi Minh City)

### 大使館
- シンガポール大使館 - アルゼンチン
- シンガポール大使館 - オーストリア
- シンガポール大使館 - ベルギー
- シンガポール大使館 - ブラジル
- シンガポール大使館 - カンボジア
- シンガポール大使館 - チリ
- シンガポール大使館 - 中華人民共和国
- シンガポール大使館 - チェコ
- シンガポール大使館 - デンマーク
- シンガポール大使館 - エジプト
- シンガポール大使館 - フィンランド
- シンガポール大使館 - フランス
- シンガポール大使館 - ドイツ
- シンガポール大使館 - ギリシャ
- シンガポール大使館 - ハンガリー
- シンガポール大使館 - インドネシア
- シンガポール大使館 - イラン
- シンガポール大使館 - アイルランド
- シンガポール大使館 - イスラエル
- シンガポール大使館 - イタリア
- シンガポール大使館 - 日本
- シンガポール大使館 - ヨルダン
- シンガポール大使館 - カザフスタン
- シンガポール大使館 - クウェート
- シンガポール大使館 - ラオス
- シンガポール大使館 - ルクセンブルク
- シンガポール大使館 - モンゴル
- シンガポール大使館 - ミャンマー
- シンガポール大使館 - ネパール
- シンガポール大使館 - オランダ
- シンガポール大使館 - ノルウェー
- シンガポール大使館 - オマーン
- シンガポール大使館 - パナマ
- シンガポール大使館 - ペルー
- シンガポール大使館 - フィリピン
- シンガポール大使館 - ポーランド
- シンガポール大使館 - ポルトガル
- シンガポール大使館 - 大韓民国
- シンガポール大使館 - ロシア連邦
- シンガポール大使館 - サウジアラビア
- シンガポール大使館 - スロバキア
- シンガポール大使館 - スペイン
- シンガポール大使館 - スウェーデン
- シンガポール大使館 - スイス
- シンガポール大使館 - タイ王国
- シンガポール大使館 - バチカン市国
- シンガポール大使館 - トルコ
- シンガポール大使館 - ウクライナ
- シンガポール大使館 - メキシコ
- シンガポール大使館 - アメリカ
- シンガポール大使館 - ウズベキスタン
- シンガポール大使館 - ベトナム
- シンガポール大使館 - ジンバブエ
- Permanent Mission Of Singapore To The United Nations - Geneva
- Permanent Mission Of Singapore To The United Nations - New York

### 高等弁務官事務所
- シンガポール高等弁務官事務所 - オーストラリア
- シンガポール高等弁務官事務所 - バングラデシュ
- シンガポール高等弁務官事務所 - カナダ
- シンガポール高等弁務官事務所 - キプロス
- シンガポール高等弁務官事務所 - エスワティニ
- シンガポール高等弁務官事務所 - フィジー
- シンガポール高等弁務官事務所 - ガーナ
- シンガポール高等弁務官事務所 - インド
- シンガポール高等弁務官事務所 - ケニア
- シンガポール高等弁務官事務所 - マレーシア
- シンガポール高等弁務官事務所 - モルジブ
- シンガポール高等弁務官事務所 - モーリシャス
- シンガポール高等弁務官事務所 - ナミビア
- シンガポール高等弁務官事務所 - ブルネイ・ダルサラーム
- シンガポール高等弁務官事務所 - ニュージーランド
- シンガポール高等弁務官事務所 - ナイジェリア
- シンガポール高等弁務官事務所 - パキスタン
- シンガポール高等弁務官事務所 - パプアニューギニア
- シンガポール高等弁務官事務所 - 南アフリカ
- シンガポール高等弁務官事務所 - スリランカ
- シンガポール高等弁務官事務所 - イギリス